# Cryptotheca
Cryptotheca là một chi rêu trong họ Pterobryaceae.